# Cheney (Waszyngton)
Cheney – miasto w Stanach Zjednoczonych, w stanie Waszyngton, w hrabstwie Spokane.